# Aéroport de Visby
L'aéroport de Visby (code IATA : VBY • code OACI : ESSV), est situé à environ 3,5 kilomètres au nord de Visby, Gotland, Suède.
L'aéroport de Visby est le seul aéroport commercial de l'île de Gotland, et le 12e plus grand aéroport de Suède. L'aéroport a accueilli 406 906 passagers en 2014. Le trafic a une grande variation saisonnière avec beaucoup plus de passagers dans l'été; en 2010, il avait 17 606 passagers en janvier et 51 193 en juillet. Gotland est également une destination touristique populaire pour les Suédois.

## Histoire

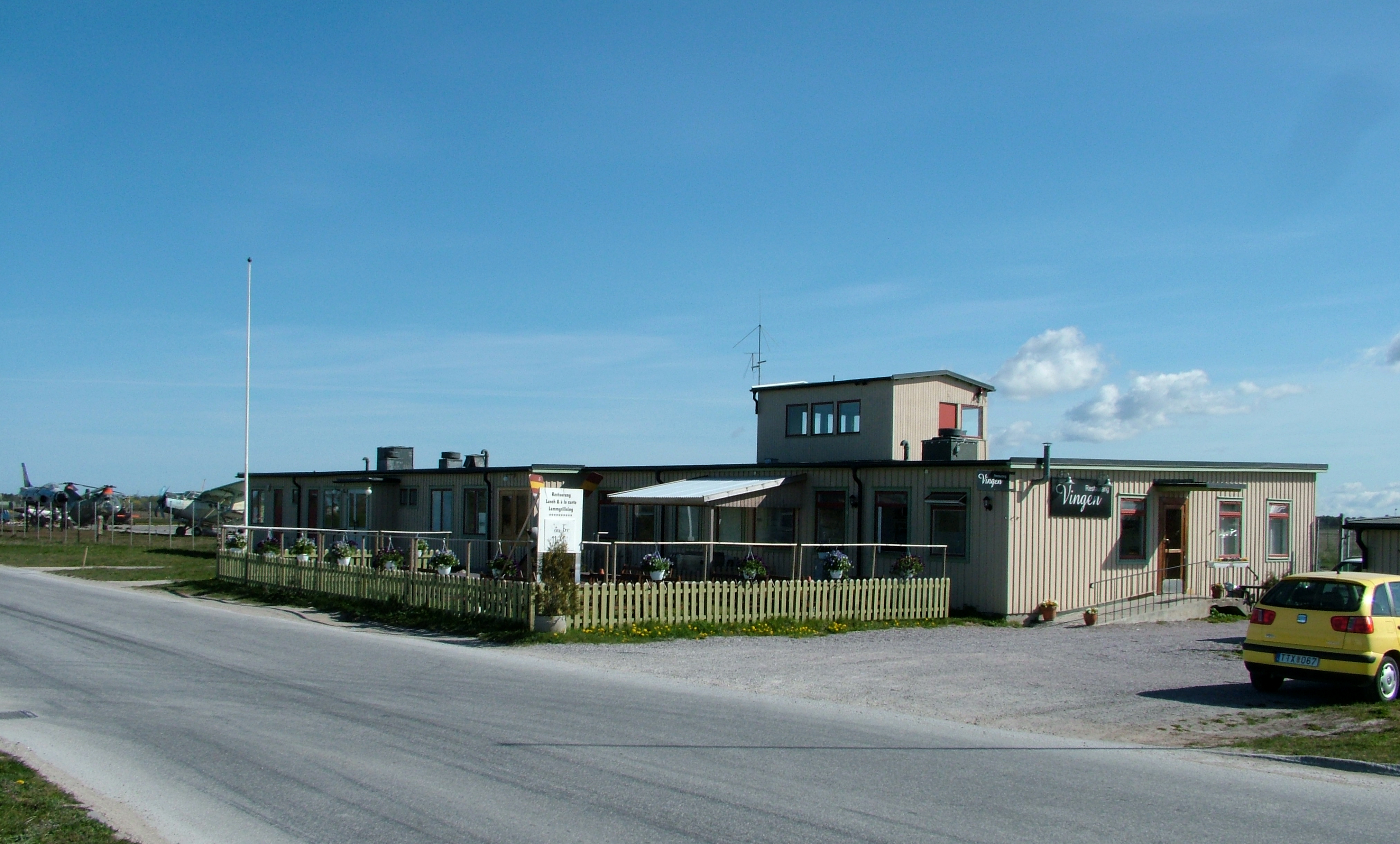
L'ancien terminal de l'aéroport de Visby

En 1938, le Parlement suédois a décidé de construire un aéroport civil à l'extérieur de Visby, qui ouvre le 27 janvier 1944. Le premier avion à avoir atterri était un Junkers Ju 52 nommé Göteland d'AB Aerotransport. En octobre de la même année, le trafic régulier entre la ville et le continent a commencé, au début surtout avec des Ju 52. En 1958, une nouvelle aérogare, une nouvelle tour de contrôle et une nouvelle piste en asphalte ont été inaugurés. Une piste a également comporté un passage à niveau. Le terminal actuel et la tour de contrôle ont ouvert en 1985.

## Situation

### Carte des aéroports de Suède
| \| 50 km1:2 974 000 \| Montagnes · Sälen Ängelholm–Helsingborg Åre Östersund Arvidsjaur Borlänge Gällivare Göteborg-Landvetter Hagfors Halmstad Hemavan Tärnaby Jönköping Kalmar Karlstad Kiruna Kramfors-Sollefteå Linköping Luleå Lycksele Malmö Mora-Siljan Norrköping Örnsköldsvik Örebro Pajala Ronneby Skellefteå Stockholm-Arlanda Stockholm-Bromma Stockholm-Skavsta Stockholm-Västerås Sundsvall-Timrå Sveg Torsby Trollhättan–Vänersborg Umeå Växjö Vilhelmina Visby |
| 50 km1:2 974 000 |

## Compagnies aériennes et destinations

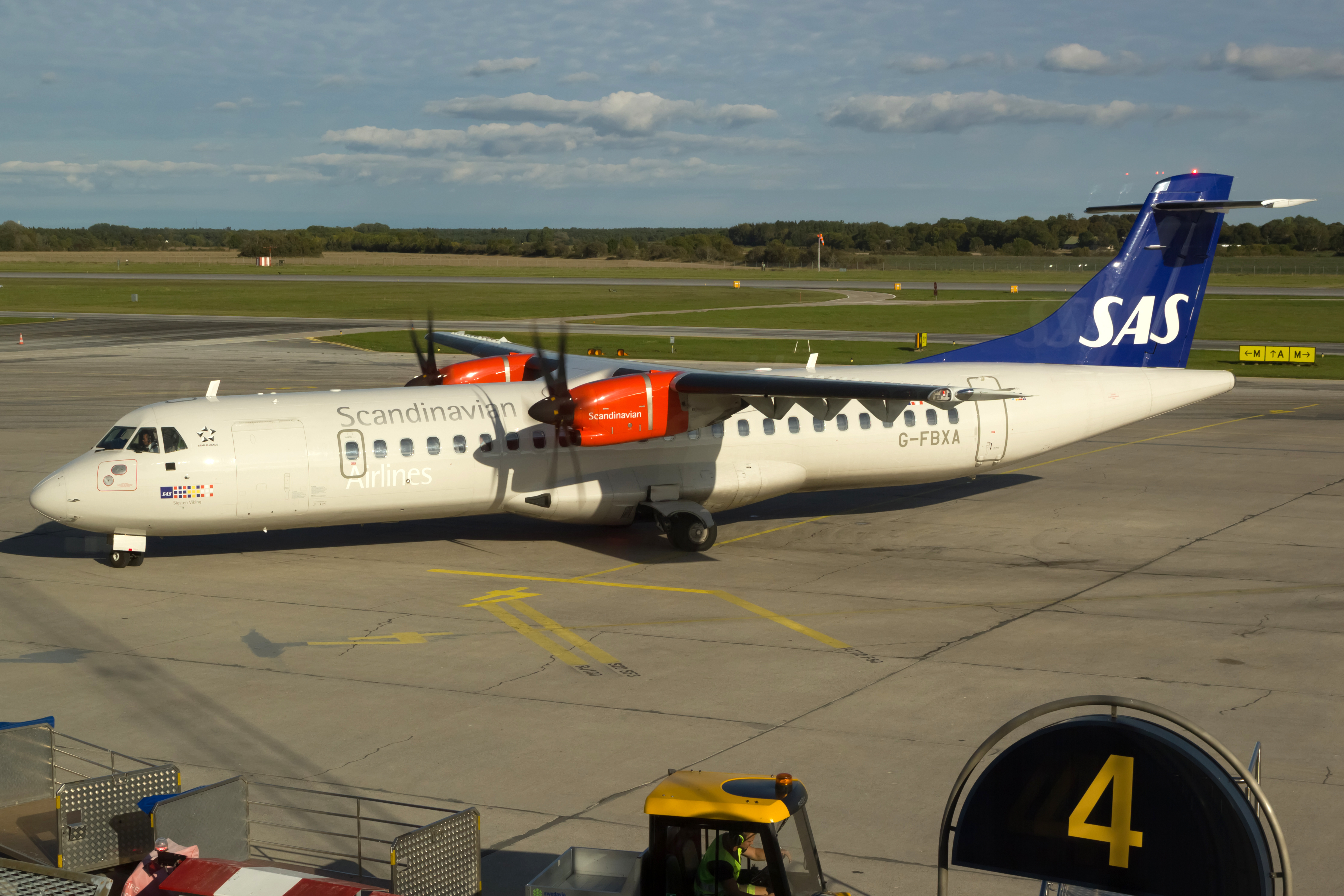
Avion de Scandinavian Airlines sur la piste.

### Passagers
| Compagnies                      | Destinations                                                                                     |
| ------------------------------- | ------------------------------------------------------------------------------------------------ |
| BRA Braathens Regional Airlines | Göteborg, Malmö, Stockholm-Bromma En saison : Ängelholm-Helsingborg, Helsinki-Vantaa, Norrköping |
| Finnair                         | En saison : Helsinki-Vantaa                                                                      |
| Norwegian Air Shuttle           | En saison : Stockholm-Arlanda                                                                    |
| Ryanair                         | En saison: Stockholm-Arlanda                                                                     |
| Scandinavian Airlines           | Stockholm-Arlanda                                                                                |

Édité le 12/11/2019  Actualisé le 27/02/2023

### Fret
| Compagnies | Destinations      |
| ---------- | ----------------- |
| Nord-Flyg  | Stockholm-Skavsta |

## Statistiques
Pour des raisons techniques, il est temporairement impossible d'afficher le graphique qui aurait dû être présenté ici.

Voir la requête brute et les sources sur Wikidata.
| Position | Aéroport                                   | Nombre de passagers | Évolution 2014/15 |
| -------- | ------------------------------------------ | ------------------- | ----------------- |
| 1        | Suède, Stockholm-Arlanda, Stockholm-Bromma | 353,036             | 6.7               |
| 2        | Suède, Göteborg-Landvetter                 | 32,187              | 3.6               |
| 3        | Suède, Malmö                               | 19,332              | 5.2               |
| 4        | Norvège, Oslo-Gardermoen                   | 5,000               | 27.4              |
| 5        | Turquie, Antalya                           | 3,749               | 12.1              |